# Saurashtra
Saurashtra (Soruth, Sorath), en tidigare vasallstat på Kathiawarhalvön i nuvarande indiska delstaten Gujarat. Regionen inramas av berg i söder, träsk i norr mot Arabiska sjön, havet (Cambaybukten) i öster och Kutchviken i väster. Saurashtra inkluderar Porbandar, Rajkot och Diu. Ett av stamfolken i området är rabari.